# Josef Schwarz Orchester
Das Joe Schwarz Orchester wurde von dem deutschen Musiker Joe (Josef) Schwarz (* 29. April 1944 in Stallek Kreis Znaim Südmähren – ehemaliges Sudetenland; † 11. Oktober 2004 in Ludwigshafen am Rhein), gegründet.
Ein genaues Gründungsdatum ist nicht bekannt. Zunächst trat Joe Schwarz unter dem Namen „Joe Schwarz Band“ auf (welcher auch später – je nach Besetzungsgröße – verwendet wurde). Unter dem Namen „Joe Schwarz Orchester“ oder „Joe Schwarz Ronkalli-Orchester“ waren die ersten Auftritte im Circus Roncalli, also um 1980. Sitz des Orchesters ist Ludwigshafen am Rhein.

## Geschichte
Einige wenige Stationen, bei denen das Orchester regelmäßig auftritt bzw. auftrat, fünfzehn Jahre bei Stars in der Manege, vier Jahre festes Engagement beim Circus Roncalli, seit über 25 Jahren Kerstcircus Ahoy´, über 25 Jahre beim jährlichen Cannstatter Volksfest sowie beim 6 Tage-Rennen Bremen oder dem Dürkheimer Wurstmarkt.
Das Orchester begleitete seit seinem Bestehen Künstler wie Roberto Blanco, Karel Gott, Freddy Quinn, Tony Marshall, Harald Juhnke, Heino, Ria Hamilton, Maria Kayser, Tony Steiner, Walter Scholz, Gotthilf Fischer oder die Kelly Family.
Das Orchester wird seit 2004 von Ingrid Schwarz weitergeführt, welche ebenfalls eine aktive Musikerin ist.

## Veröffentlichungen
Joe Schwarz Orchester
- Live vom Wasen. Joe Schwarz MC-Tonträger, Ludwigshafen 1985
- Auf geht´s. Bella Musica CD-Tonträger, Bühl 1991
- Los geht´s. Mau-Records CD-Tonträger, Ludwigshafen 1996
- Wasen-Power. Mau-Records / Joe Schwarz Walter Scholz (Musiker)|Music CD-Tonträger, Ludwigshafen 1998
- Festzelt-Knaller. Mau-Records / Joe Schwarz Music CD-Tonträger, Ludwigshafen 2001

Joe Schwarz Roncalli-Orchester
- Die Reise zum Regenbogen. Joe Schwarz MC-Tonträger, Ludwigshafen 1983
- Flying Fire. Joe Schwarz MC-Tonträger, Ludwigshafen 1983
- Auf der Blauen Donau. Joe Schwarz SP-Tonträger, Ludwigshafen 1983

Joe Schwarz Band
- Loverman. Mau-Records CD-Tonträger, Ludwigshafen 1996

Joe Schwarz Orchester – unter der Leitung von Ingrid Schwarz
- Weiß-Blaues Dirndl. Tyrolis-Music CD-Tonträger, Zirl (Austria) 2005